# Hamatoscalpellum columbianum
Hamatoscalpellum columbianum is een rankpootkreeftensoort uit de familie van de Scalpellidae. De wetenschappelijke naam van de soort is voor het eerst geldig gepubliceerd in 1909 door Pilsbry.